# Attentat de l'ambassade de Russie à Kaboul
L'attentat de l'ambassade de Russie à Kaboul est survenu le 5 septembre 2022 lorsqu'une tentative d'attentat-suicide a eu lieu devant l'ambassade de Russie (ru) à Kaboul, en Afghanistan.

## Attentat
L'attaque a eu lieu vers 10 h 50, alors qu'une foule de personnes se rassemblait pour demander des visas pour se rendre en Russie. La police de Kaboul a déclaré que le terroriste avait été abattu lors de l'attaque par les forces de sécurité, mais ses bombes ont explosé après sa mort. L'attaque terroriste a tué au moins huit personnes selon Al Jazeera mais RIA Novosti a rapporté qu'au moins dix personnes étaient mortes. Deux des morts étaient des employés de l'ambassade, dont un garde de sécurité anonyme et un secrétaire, Mikhail Shah. La police a déclaré que deux employés et au moins quatre civils afghans avaient été tués.
Un nombre incertain de personnes ont été blessées dans l'attentat. RIA Novosti fait état de 15 à 20 blessés,.

## Réactions
Le ministre russe des Affaires étrangères Sergueï Lavrov a condamné l'attaque et a observé une minute de silence pour les victimes. Selon Reuters et Gazeta.ru, le groupe État islamique - Province de Khorassan a revendiqué la responsabilité de l'attaque via Telegram,.